# Ingo Niermann
Ingo Niermann   (Bielefeld, 1969) és un escriptor alemany i editor de la sèrie de llibres Solution i viu entre Berlín i Basilea. La seva primera novel·la, Der Effekt, va ser publicada el 2001. Entre els seus llibres més recents destaquen Solution 247-261: Love (2013), Choose Drill (2011), The Future of Art: A Manual (amb Erik Niedling, 2011), Solution 186–195: Dubai Democracy (2010), Solution 1–10: Umbauland (2009), Solution 9: The Great Pyramid (amb Jens Thiel, 2008) i The Curious World of Drugs and Their Friends (amb Adriano Sack, 2008). Nierman és cofundador del col·lectiu revolucionari Redesigndeutschland, i ha inventat una tomba per a tothom, la Gran Piràmide (Great Pyramid). Conjuntament amb Rem Koolhaas ha construït una eina per a votacions públiques –Votes– a Gwangju (Corea). En col·laboració amb la Haus der Kulturen der Welt de Berlín, Nierman va iniciar el projecte internacional d'edició digital Fiktion.